# Mario De Simone
Mario De Simone (Caserta, 17 marzo 1930 – Roma, 8 novembre 1999) è stato un attore italiano.

## Biografia
Dopo aver interpretato numerosi film come caratterista tra il 1954 e il 1967 ha terminato la sua carriera come agente di Paolo Villaggio. Nel 1990 ha partecipato, nel ruolo di cancelliere, al varietà di Rai 1 Il caso Sanremo, con Lino Banfi, Renzo Arbore e Michele Mirabella.

## Filmografia
- Primo premio: Mariarosa, regia di Sergio Grieco (1952)
- Due soldi di felicità, regia di Roberto Amoroso (1954)
- La ragazza di Via Veneto, regia di Marino Girolami (1955)
- Gli innamorati, regia di Mauro Bolognini (1955)
- Ciao, pais..., regia di Osvaldo Langini (1956)
- Sette canzoni per sette sorelle, regia di Marino Girolami (1956)
- Guardia, guardia scelta, brigadiere e maresciallo, regia di Mauro Bolognini (1956)
- Marisa la civetta, regia di Mauro Bolognini (1957)
- I dritti, regia di Mario Amendola (1957)
- Guardia, ladro e cameriera, regia di Steno (1958)
- El Alamein, regia di Guido Malatesta (1958)
- I soliti ignoti, regia di Mario Monicelli (1958)
- Valeria ragazza poco seria, regia di Guido Malatesta (1958)
- L'amico del giaguaro, regia di Giuseppe Bennati (1958)
- Agosto, donne mie non vi conosco, regia di Guido Malatesta (1959)
- Destinazione Sanremo, regia di Domenico Paolella (1959)
- Le bellissime gambe di Sabrina, regia di Camillo Mastrocinque (1959)
- La cento chilometri, regia di Giulio Petroni (1959)
- La banda del buco, regia di Mario Amendola (1960)
- Le olimpiadi dei mariti, regia di Giorgio Bianchi (1960)
- Psycosissimo, regia di Steno (1961) - non accreditato
- Scandali al mare, regia di Marino Girolami (1961)
- Io bacio... tu baci, regia di Piero Vivarelli (1961)
- Totò, Peppino e... la dolce vita, regia di Sergio Corbucci (1961)
- Le magnifiche 7, regia di Marino Girolami (1961)
- I due marescialli, regia di Sergio Corbucci (1961)
- L'assassino si chiama Pompeo, regia di Marino Girolami (1962)
- Twist, lolite e vitelloni, regia di Marino Girolami (1962)
- Colpo gobbo all'italiana, regia di Lucio Fulci (1962)
- I galli del Colosseo, episodio di Gli italiani e le donne, regia di Marino Girolami (1962)
- Gli onorevoli, regia di Sergio Corbucci (1963)
- Siamo tutti pomicioni, regia di Marino Girolami (1963)
- I terribili 7, regia di Raffaello Matarazzo (1963)
- Totò contro i 4, regia di Steno (1963)
- Le motorizzate, regia di Marino Girolami (1963)
- Gli imbroglioni, regia di Lucio Fulci (1963)
- Ercole sfida Sansone, regia di Pietro Francisci (1963)
- Romeo e Giulietta, regia di Riccardo Freda (1964)
- Ercole l'invincibile, regia di Alvaro Mancori (1964)
- Queste pazze, pazze donne, regia di Marino Girolami (1964)
- Veneri al sole, regia di Marino Girolami (1965)
- James Tont operazione U.N.O., regia di Bruno Corbucci (1965)
- James Tont operazione D.U.E., regia di Bruno Corbucci (1965)
- Con rispetto parlando, regia di Marcello Ciorciolini (1965)
- I figli del leopardo, regia di Sergio Corbucci (1965)
- Scandali nudi, regia di Enzo Di Gianni (1965)
- Scaramouche - serie TV, episodio 1x1 (1965)
- Perdono, regia di Ettore Maria Fizzarotti (1966)
- Ringo e Gringo contro tutti, regia di Bruno Corbucci (1966)
- Il grande maestro, regia di Daniele D'Anza (1967)
- Il fischio al naso, regia di Ugo Tognazzi (1967)
- Io non protesto, io amo, regia di Ferdinando Baldi (1967)
- Odio per odio, regia di Domenico Paolella (1967)
- Totò Ciak, regia di Daniele D'Anza (1967)